# Неутрон
Неутро̀н е термин от физиката, означаващ елементарна частица с нулев електрически заряд, маса в покой 940 MeV (малко над тази на протона) и спин ½.
Ядрата на повечето атоми се състоят от протони и неутрони (с изключение на най-често срещания изотоп на водорода, който притежава само един протон). Извън ядрото неутронът е нестабилен и има период на полуразпад около 15 минути в покой (при движение с релативистични скорости това време се увеличава). При разпад отделя електрон и антинеутрино и се превръща в протон. Същият вид разпад се наблюдава и в някои ядра. Частиците в атомното ядро (протоните и неутроните) се превръщат една в друга чрез отделянето или приемането на пион. Неутронът се класифицира като барион и се състои от два долни и един горен кварк.

## Реакции
Тъй като неутронът няма електрически заряд, той не йонизира веществата, през които преминава, и не губи енергия в електрически и магнитни полета.
При ядрените реакции, за да взаимодействат електрически заредени частици (ядра на атоми), те могат да се доближат само при много високи температури (скорости), тъй като трябва да преодолеят кулоновата сила на отблъскване.
Неутронът достига ядрата свободно и поради това реакциите между неутрон и ядро протичат при всякаква температура и имат важно практическо значение.
При сблъсък с ядро неутронът може да бъде отразен еластично, може да се слее с ядрото или в резултат на сблъсъка може да се получат няколко нови ядра или частици.

## Практически реакции
Най-използваната реакция с неутрони е верижната реакция на делене на ядрено гориво. В ядрените реактори и атомните бомби тя е основният източник за получаване на енергия.
Друга важна реакция е сливането на неутрон с ядро. Така се получават изотопи на химическите елементи, някои от които са радиоактивни (разпадат се поради неустойчивостта си).